# Bürogebäude der British & Irish Steampacket Company
Das ehemalige Bürogebäude der British & Irish Steampacket Company (abgekürzt: B&I) steht am Sir John Rogerson’s Quay (Nr. 20–24) in Dublin, Irland. Es ist denkmalgeschützt und trägt die Denkmalnummer 7547 im Record of Protected Structures des Dublin City Council. 
Das Gebäude ist eines der wenigen übrig gebliebenen älteren Gebäude am Sir John Rogerson’s Quay, da die meisten ehemaligen Betriebsstätten zum Zwecke einer Sanierung abgerissen wurden.
Ehemals diente das Gebäude als Büro der British & Irish Steampacket Company. Entworfen und gebaut wurde es 1910 von der Architekturfirma W. H. Byrne & Son. B&I wurde 1836 in Dublin im Zuge der ersten  Raddampferflotte gegründet. 1965 wurde B&I von der irischen Regierung übernommen, hatte aber 1981 erhebliche finanzielle Probleme. Diese Probleme sowie zahlreiche Arbeitskämpfe zogen sich bis in den Beginn des Jahres 1992. Die Firma wurde dann privatisiert und von der Irish Continental Line übernommen, was schließlich zu ihrer Auflösung führte.